# Uesugi Kenshin

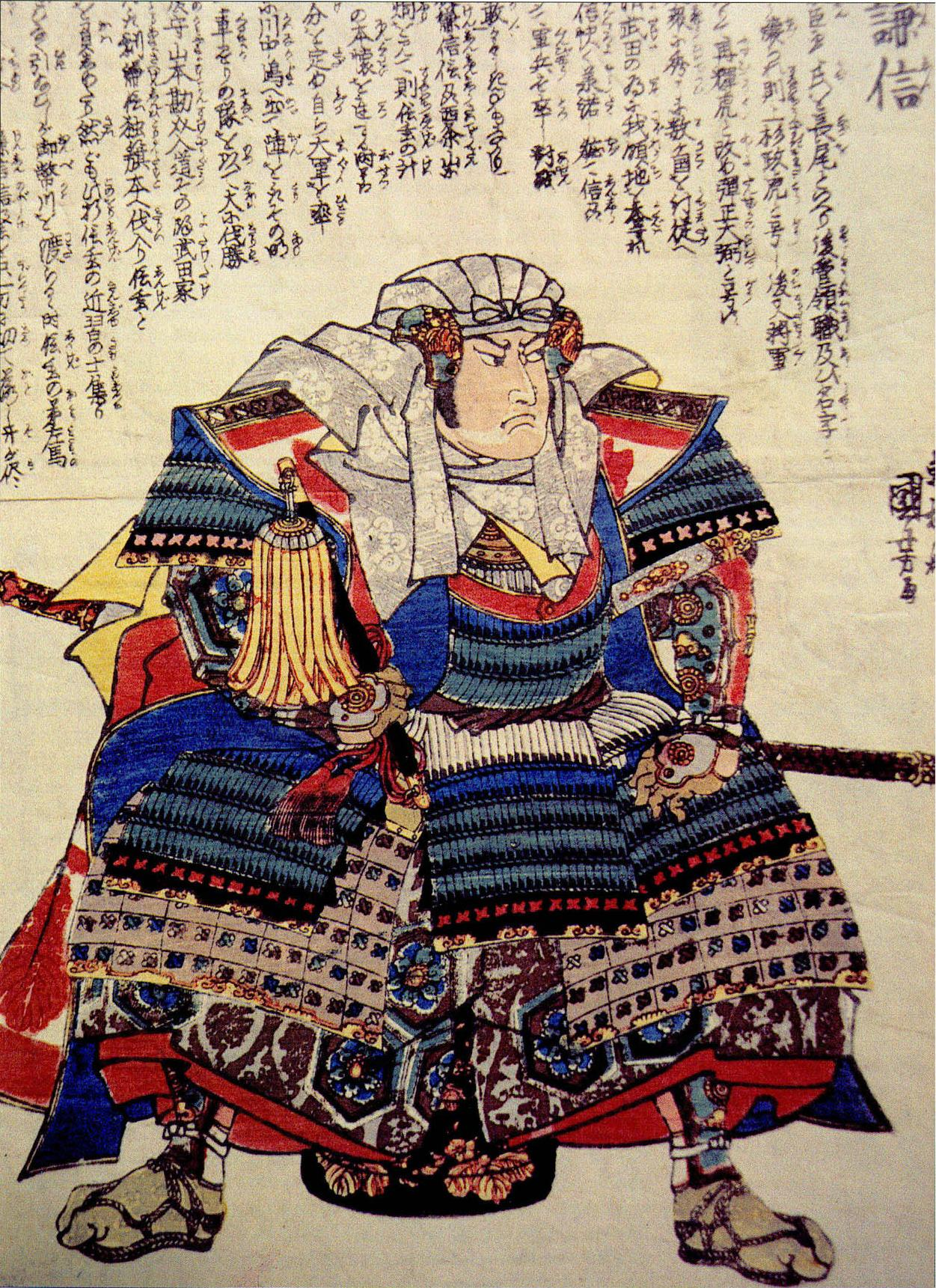
Uesugi Kenshin dargestellt von Utagawa Kuniyoshi

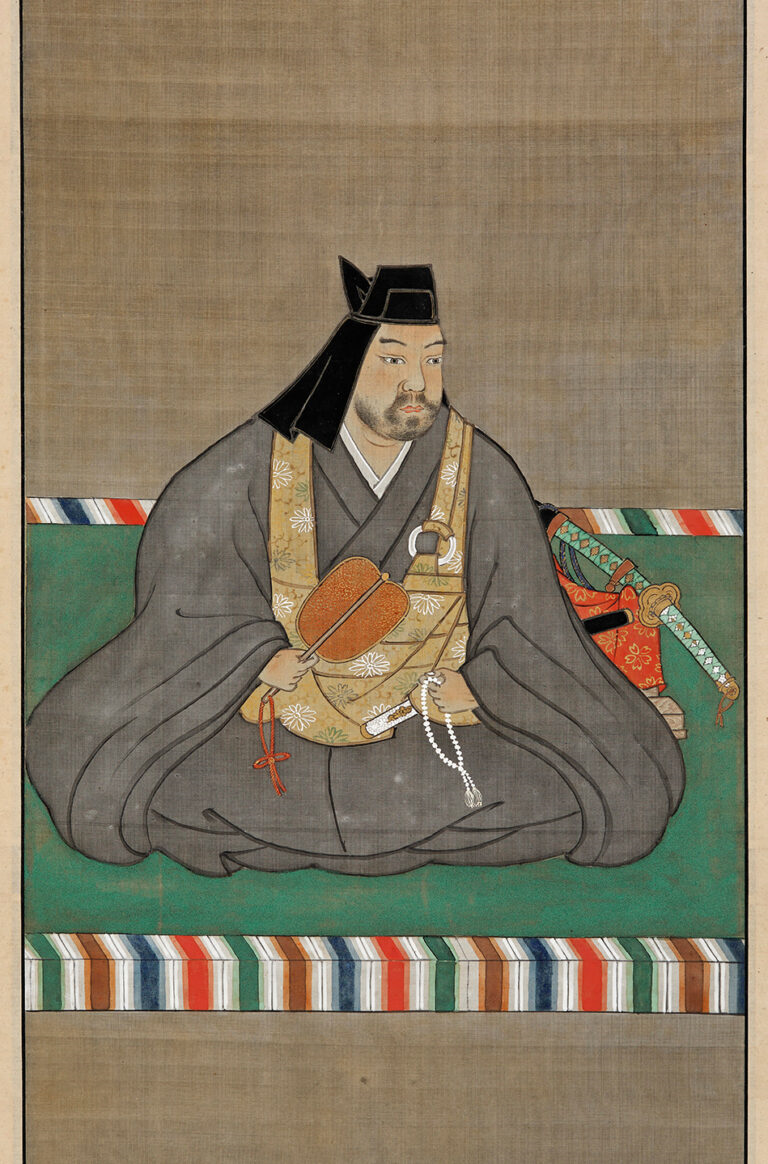
Uesugi Kenshin

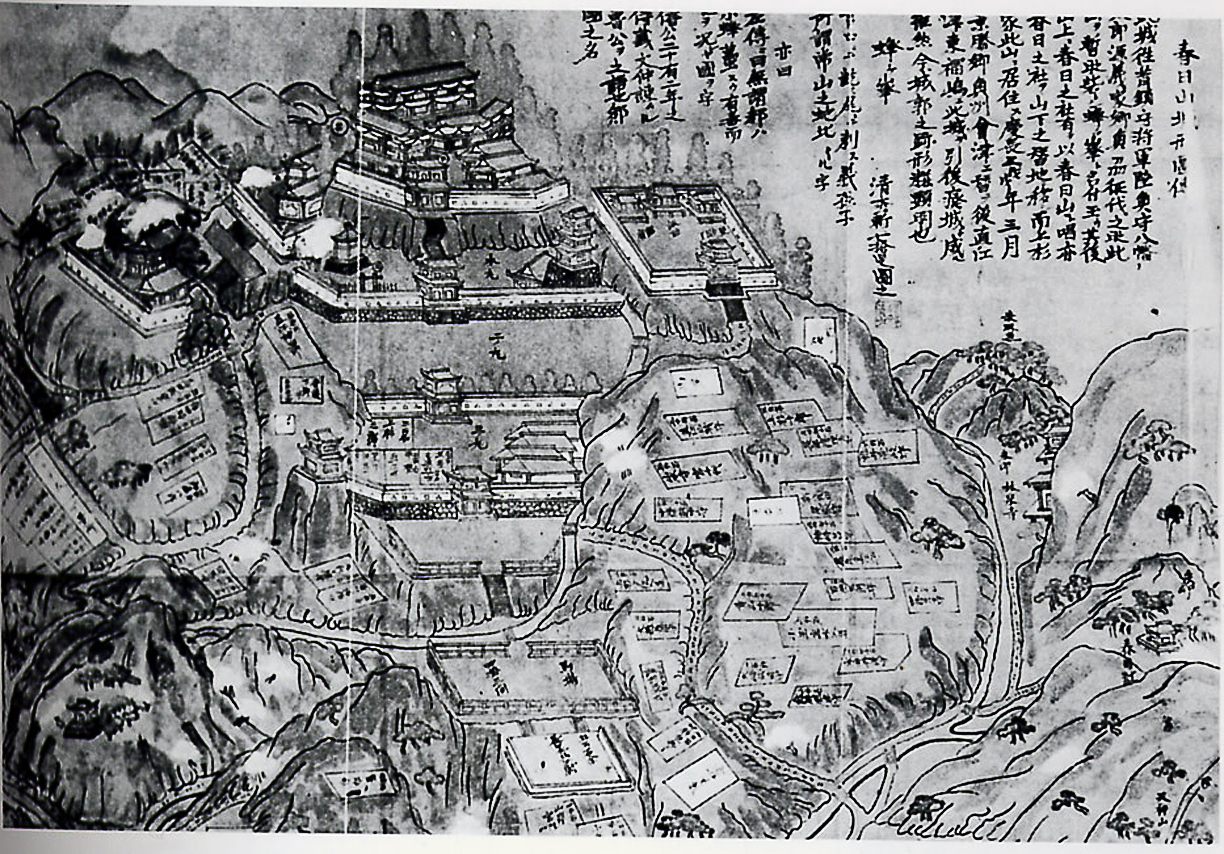
Die Burg Kasugayama

Uesugi Kenshin (japanisch 上杉 謙信; geboren 18. Februar 1530; gestorben 19. April 1578) war ein Daimyō der japanischen Sengoku-Zeit und eine der schillerndsten Heldengestalten dieser Epoche. Legendär ist sein Ruf als Erzrivale Takeda Shingens sowie als Inkarnation der shintō-buddhistischen Kriegsgottheit Bishamonten.

## Leben und Wirken
Kenshin wurde als zweiter Sohn des Burgherrn Nagao Tamekage (長尾 為景) in Tochio (栃尾) in der Provinz Echigo geboren und erhielt den Kindernamen Sarumatsu-maru und dann den Namen Kagetora (景虎). Nach dem Tode des Vaters folgte sein älterer Bruder Harukage (春景) auf ihn, aber da er schwächlich und auch krank war, zeigte er kaum Fähigkeiten zu regieren. Kagetora, damals 11 Jahre alt, fühlte sich durch diesen Zustand so gestört, dass er um Erlaubnis bat, Mönch zu werden unter dem Namen Shūshimbō.  Er reiste durch verschiedene Provinzen, traf dann in den Klöstern auf dem Berg Hiei Usami Sadayuki (宇佐美 定行), der ihm riet, in seine Heimat-Provinz zurückzukehren. Er folgte diesem Rat, war 1543 wieder zu Hause, setzte seinen Bruder ab und übernahm, unterstützt von Sadayuki, die Verwaltung der elterlichen Domäne.
Er begann seine Laufbahn als starker Mann, indem er seinen Schwager Nagao Masakage (長尾政景; 1526–1564) zwang, mit ihm Frieden zu schließen und sich ihm zu unterwerfen. Zu dieser Zeit lag Murakami Yoshikiyo (村上 義清; 1501–1573) im Krieg mit Takeda Shingen. Geschlagen bat er Kagetora um Hilfe, worauf dieser eine Auseinandersetzung mit Shingen begann, die mehr als zehn Jahre dauern sollte. 1551 suchte Uesugi Norimasa (上杉憲正; 1523–1579), geschlagen von Hōjō Ujiyasu (北条氏康; 1515–1571), Schutz in der Burg seines starken Vasallen. Dieser stellte aber Bedingungen: Norimasa musste ihm sein Amt des Kantō-Kanryō abtreten, ihn als Sohn adoptieren und ihm den Titel Echigo no Kami (越後の上) verleihen. Im folgenden Jahr schor Kagetora sein Haar und nannte sich von da ab Kenshin, unter welchem Namen er dann bekannt wurde. Der Shōgun befahl ihm, nach Kyōto zu marschieren und dort die Hōjō zu bekämpfen. So kam es, dass er sich gleichzeitig mit Takeda Shingen und den Daimyō von Odawara auseinandersetzen musste. Die Kämpfe mit Shingen wurden hauptsächlich im Kawanonakajima-Gebiet nördlich von Shinano ausgefochten. Dabei trafen sich die beiden großen Kämpfer jedes Jahr und zeigten ihre strategischen Fähigkeiten, wobei jede Auseinandersetzung unentschieden ausging.
1558 erklärte Kenshin den Hōjō den Krieg und erstürmte die Burgen Numata und Umayabashi in der Kōzuke. Shōgun Ashikaga Yoshiteru gab ihm daraufhin den Titel Kommissar von Kantō (関東奉行, Kantō-Bugyō) und erlaubte ihm, ein Schriftzeichen seines Namens zu verwenden, wodurch Kagetora zu Terutora wurde. Seine Ziele verfolgend, belagerte Kenshin die Burg Odawara und kämpfte mit Shingen bei Kawanonakajima, wobei sein Bruder Nobushige dort seinen Tod fand. Berühmt ist insbesondere die Schlacht im September 1561, bei der einer 20.000 Mann starken Takeda-Armee 18.000 Mann des Uesugi-Klans gegenüberstanden. Kenshin eroberte schließlich die Provinz Etchū und 1564 auch Kōzuke. In dieser Phase des Kriegs griff der Shōgun ein und zwang ihn, Frieden mit den Hōjō zu schließen. Eine Klausel des Vertrags besagte, dass Kenshin, der in seiner Jugend Mönchsgelübde abgelegt und keine Nachkommen hatte, Ujiyasus Sohn Saburō adoptieren musste, der den Namen Kagetora erhalten sollte. Immerhin, als dieser Frieden geschlossen war, konnte Kenshin seine ganze Aufmerksamkeit Shingen widmen, der gerade in Etchū eingefallen war und den er bis Kaga und Noto verfolgte.
Während Kenshin weitab von der Heimat Krieg führte, hörte er, dass Oda Nobunaga eine Reihe seiner Burgen im Kantō-Gebiet belagerte. Er eilte zurück und zögerte nicht, Nobunaga anzugreifen, der dabei war, Herr über Japan zu werden. Er schloss sich einer Koalition gegen Nobunaga an, die Takeda Katsuyori, Sohn und Nachfolger Shingens, zusammengebracht hatte. Bevor er persönlich in den Kampf gegen seinen größten Feind eingreifen konnte, sandte Nobunaga Shibata Katsuie, Maeda Toshiie und andere gegen ihn. Einige Monate später erkrankte Kenshin und starb am 19. April 1578. Das setzte den erfolgreichen Feldzügen des 48-Jährigen ein jähes Ende. Er erhielt den posthumen buddhistischen Namen Shinkō.

### Charakterzüge
Takeda Shingen, der ihm den Namen Drache von Echigo verlieh, verband mit Kenshin ein Gefühl beiderseitigen tiefempfundenen Respekts – vergleichbar etwa mit dem Verhältnis zwischen Richard Löwenherz und Saladin. Einer Legende zufolge soll Kenshin, dessen Ländereien am Meer lagen, Takeda Shingen Salz geschenkt haben – dessen Ländereien lagen im Landesinneren und waren daher auf Salzlieferungen vom Meer angewiesen. Hierzu schreibt Johan Huizinga (welcher an dieser Stelle nicht von einer Legende spricht) in seinem Buch Homo Ludens:
„Ein japanischer Fürst, Kenshin, der mit einem im Gebirge wohnenden Fürsten Shingen im Kriege lag, erfuhr, daß diesem ein dritter, der mit ihm nicht in offener Fehde lebte, die Salzzufuhr abgeschnitten hatte. Daraufhin befahl Kenshin seinen Untertanen, dem Feinde Salz im Überfluß zu senden, und schrieb ihm: ‚Ich kämpfe nicht mit Salz, sondern mit dem Schwert.‘“
Während Takedas großer Gegner Oda Nobunaga beim Tode Takedas in höhnisches Gelächter ausgebrochen sein soll, wird von Kenshin berichtet, er habe seinerseits bei der Nachricht vom plötzlichen Tode Takeda Shingens voller Betroffenheit geweint. – Die zum Teil erhaltenen Gebete Kenshins an Bishamonten, die shintō-buddhistische Kriegsgottheit, zeugen von tiefer Religiosität. – Ähnlich wie Takeda Shingen lehnte auch Kenshin den Gebrauch europäischer Feuerwaffen ab. Dennoch benutzten beide Feuerwaffen vereinzelt in ihren Schlachten.

## Shintō
Uesugi Kenshin wird verehrt als Kami (Shintō-Gottheit) in den Shintō-Schreinen Kasugayama-Schrein (Präfektur Niigata, erbaut im Jahr 1887) und Uesugi-Schrein in Yonezawa (Präfektur Yamagata, erbaut im Jahr 1871 und im Jahr 1902 zum Großen Reichsschrein der Sonderklasse (bekku-kempei-taisha) ernannt).